# Reinmar von Hagenau
Reinmar von Hagenau (... – 1210 circa) noto anche Reinmar il vecchio (in tedesco Reinmar der Alte) o più semplicemente Reinmar è il più importante Minnesänger precedente a Walther von der Vogelweide.

## Biografia
Reinmar nacque probabilmente in Alsazia; arrivò alla corte del duca Leopoldo V, a Vienna, verso la fine del XII secolo e lo accompagnò nella crociata del 1190. Morì prima del 1210.

## Opera
Attualmente sono rimasti circa 80 testi di Reinmar il vecchio: vi sono tuttavia dubbi sull'attribuzione di diversi fra questi. La sua opera, che delinea il tipico cavaliere sofferente che si strugge per una dama irraggiungibile, rappresenta un sommo livello della tradizione dei poeti medioevali, e Reinmar è considerato uno dei dodici maestri tra i Minnesänger.